# Oslo (Minnesota)
Oslo è una città degli Stati Uniti d'America, nella Contea di Marshall, dello Stato del Minnesota. La città fu fondata nel 1878 da immigrati norvegesi e nel censimento del 2010 contava 330 abitanti.
La composizione etnica è per il 76,7% di origine europea, gli ispanici sono 20,3% e i nativi americani sono l'1,8%.